# Сільське господарство в Стародавньому Римі

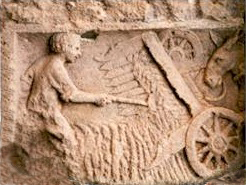
Рельєф із зображенням галло-римського жниваря

Римське сільське господарство описує сільськогосподарські принципи і закони Стародавнього Риму протягом 1000 років. Імперія, зі скромних початків Римської республіки (509 р. до н.е. до 27 р. до н. е.) та до Римської імперії (27 р. до н. е. до 476 р. н. е.) розширилися, щоб управляти більшою частиною Європи, Північної Африки та Близького Сходу, і, таким чином, охоплювала багато сільськогосподарських середовищ, де зазвичай переважав середземноморський клімат, який в свою чергу  був сухим. Спекотне літо і прохолодна, дощова зима була найбільш поширеною. У середземноморському регіоні найважливішою була тріада сільськогосподарських культур: зернові культури, оливки та виноград.
Переважна більшість людей, якими керував Рим, займалася землеробством. З початку існування дрібних, переважно самодостатніх землевласників, у сільському суспільстві домінували латифундії, великі маєтки, які належали багатим і використовували переважно рабську працю. Зростання міського населення, особливо в місті Рим, вимагало розвитку комерційних ринків і торгівлі, щоб постачати сільськогосподарську продукцію на великі відстані, особливо зерном, для забезпечення населення міст продовольством.

## «Чудове» життя
Сільське господарство в Стародавньому Римі було не тільки необхідністю, але ідеалізувалося серед соціальної еліти як спосіб життя. Цицерон вважав землеробство найкращим з усіх римських занять. У своєму трактаті «Про обов’язки» він заявив, що «з усіх занять, за допомогою яких забезпечується прибуток, жодне не є кращим за сільське господарство, жоден не є більш прибутковим, жодним не приємнішим, жодним не стає більш вільним». Коли в суді висміяли одного з його клієнтів за перевагу сільського способу життя, Цицерон захищав сільське життя як «вчитель економіки, промисловості та справедливості» (parsimonia, diligentia, iustitia). Катон, Колумелла, Варрон і Палладій написали посібники з сільськогосподарської практики.
У своєму трактаті De agricultura («Про землеробство», 2 століття до н.е.) Катон писав, що найкращі господарства містять виноградник, за ним слідують зрошуваний сад, плантація верби, оливковий сад, луг, зернові землі, лісові дерева, виноградник, насаджений на деревах., і, нарешті, дубові ліси. Хоча Рим покладався на ресурси своїх численних провінцій, отримані в результаті завоювання та війни, багаті римляни розробили землю в Італії для виробництва різноманітних культур. «Люди, які проживали в місті Римі, становили величезний ринок для покупки продуктів харчування, вироблених на італійських фермах».
Власність на землю була домінуючим фактором, який відрізняв аристократію від простої людини, і чим більше землі мав римлянин, тим важливішим особою він був. Солдати часто отримували землю від командира, якому вони служили. Хоча ферми залежали від рабської праці, вільних людей і громадян наймали на ферми, щоб наглядати за рабами та забезпечувати безперебійну роботу ферм.

## Культури

### Зернові
Основними культурами раннього Риму були просо, а еммер і полба – види пшениці. За словами римського вченого Варрона, звичайна пшениця і тверда пшениця були завезені в Італію як культури приблизно в 450 році до нашої ери. Тверда пшениця стала улюбленим зерном міських римлян, оскільки з неї можна було випікати квасний хліб, і її було легше вирощувати в Середземноморському регіоні, ніж звичайну (м’яку) пшеницю. Зерно, особливо запечене в хлібі, було основним продуктом римської дієти, забезпечуючи від 70 до 80 відсотків калорій у середньому раціоні. Ячмінь також вирощували екстенсивно, домінуючи у виробництві зерна в Греції та на бідних ґрунтах, де він був більш продуктивним, ніж пшениця. Пшениця була кращим зерном, але ячмінь широко вживали в їжу, а також важливий як корм для тварин.
У De re Rustica Колумелла писав, що еммер більш стійкий до вологи, ніж пшениця. За словами Колумелли, культивувалися чотири види еммера, в тому числі один сорт, який він називає Клузіан (названий на честь міста Клузіум). Катон писав, що якщо посів зернових на вологих або росяних ґрунтах неминучий, їх слід сіяти поряд з ріпою, панічною травою, просом і ріпаком.

### Бобові
З бобових культур Колумелла перелічує деякі, які краще вирощувати: сочевиця, горох, люпин, квасоля, вівна та нут (також перераховуючи кунжут, панікум, коноплю, ячмінь і просо як бобові).

### Оливки
Римляни вирощували оливкові дерева на бідних кам’янистих ґрунтах і часто в районах з рідкими опадами. Дерево чутливе до низьких температур і непереносить холодну погоду Північної Європи та високі та прохолодніші висоти. Оливку вирощували переважно біля Середземного моря. Споживання оливкової олії забезпечувало близько 12 відсотків калорій і близько 80 відсотків необхідних жирів у раціоні середнього римлянина.

### Виноград
Виноградарство, ймовірно, було занесене до Південної Італії та Сицилії грецькими колоністами, але фінікійці Карфагена в Північній Африці передали римлянам велику частину своїх знань щодо вирощування винограду та виробництва вина. До 160 року до нашої ери вирощування винограду у великих маєтках з використанням рабської праці було поширеним в Італії, а вино стало універсальним напоєм у Римській імперії. Щоб захистити свою виноробну промисловість, римляни намагалися заборонити вирощування винограду за межами Італії, але до 1 століття нашої ери такі провінції, як Іспанія та Галлія (сучасна Франція), експортували вино до Італії.

### Інші культури
Римляни вирощували також артишок, гірчицю, коріандр, руколу, цибулю-порей, селеру, базилік, пастернак, м’яту, руту, чебрець «заморські», буряк, мак, кріп, спаржу, редьку, огірки, гарбузи, фенхель, каперси, цибулю, шафран, петрушку, майоран, капусту, листя салату, кмин, часник, інжир, «вірменські» абрикоси, сливи, шовковицю та персики

## Зберігання
Колумелла описує спосіб зберігання продуктів і дає поради щодо запобігання псування. Рідини, вироблені для ринку, такі як олія та вино, зберігалися на першому поверсі, а зерно – на горищах із сіном та іншим кормом. Він доручає, щоб зерносховища були добре провітрювані, прохолодні, з мінімальною вологістю, щоб продовжити свіжість. Він описує певні методи будівництва, щоб уникнути утворення тріщин у будівлях, які давали б тваринам і довгоносикам доступ до зерен.
Він порадив, що прес-зали повинні бути теплими, щоб отримувати світло з півдня, щоб запобігти замерзанню олії, яка прискорює її псування.

## Земля
Колумелла описує землю, яка класифікується на три типи місцевості, які він називає шампанськими (похилі рівнини), пагорби з поступовим, але пологим підйомом, і лісисті, зелені гірські високогір’ї. Він каже, що ґрунт має шість якостей: жирний чи пісний, пухкий чи компактний, вологий чи сухий. Перестановка цих якостей утворює багато різновидів ґрунтів. Колумелла цитує коментар Вергілія про те, що пухкий ґрунт — це те, з чим ми конкуруємо, коли орємо. З найбільш переважних типів ґрунту, за його словами, найкращим є жирний і пухкий ґрунт, який є найменш витратним і найпродуктивнішим, потім жирний і щільний, який є продуктивним, хоча вимагає більше зусиль, і після них йдуть вологі ґрунти.

## Агротехнічні прийоми

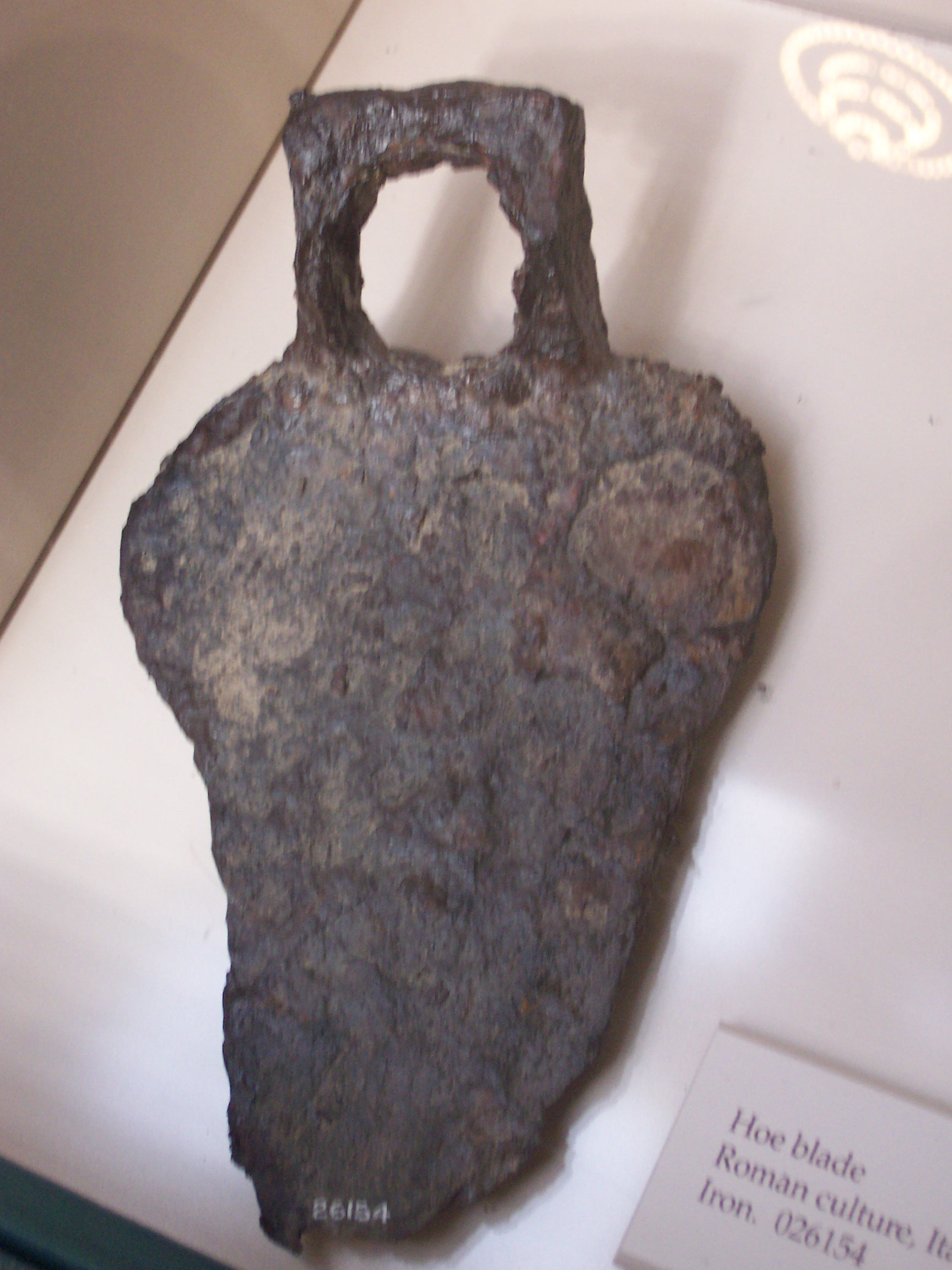
Римське лезо мотики з Музею Філда в Чикаго

У 5 столітті до нашої ери ферми в Римі були невеликими та сімейними. Проте греки цього періоду почали використовувати сівозміну і мали великі маєтки. Контакти Риму з Карфагеном, Грецією та елліністичним Сходом у 3-му та 2-му століттях покращили сільськогосподарські методи Риму. Римське сільське господарство досягло найвищого рівня продуктивності та ефективності під час пізньої Республіки та початку Імперії.
Розміри ферм у Римі можна розділити на три категорії. Невеликі господарства були від 18–108 югерів. (Один югер дорівнював приблизно 0,65 акрів або чверті гектара). Середні господарства становили від 80 до 500 югер. Великі маєтки (так звані латифундії) становили понад 500 югер.
У пізню республіканську епоху кількість латифундій зросла. Заможні римляни купували землю у селян, які вже не могли заробляти на життя. Починаючи з 200 р. до н.е., Пунічні війни відкликали селян-фермерів воювати на тривалі періоди часу. Це зараз спірне питання; деякі вчені тепер вважають, що великомасштабне сільське господарство не переважало в італійському сільському господарстві до 1 століття до нашої ери.
Корови давали молоко, а воли та мули виконували важку роботу на фермі. Вівці та кози виробляли сир і цінувалися за свої шкури. Коні не були широко використані в сільському господарстві, але їх вирощували багаті для перегонів або війни. Виробництво цукру зосередилося на бджільництві, і деякі римляни вирощували равликів як розкішну їжу
У римлян було чотири системи ведення господарства: безпосередня робота власника та його родини; орендарське землеробство або часткове господарство, при якому власник та орендар ділять продукцію ферми; примусова праця рабів, що належать аристократам і контролюються рабоуправителями; та інші домовленості, за якими ферма була здана в оренду орендареві
Катон Старший (також відомий як «Катон Цензор») був політиком і державним діячем в середині і пізній Римській республіці і описав свою точку зору на ферму в 100 югерів у сільському господарстві. Він стверджував, що таке господарство повинно мати «бригадира, десять робітників, одного погонника, одного погонника віслюка, одного чоловіка, який відповідає за вербовий гай, одного свинопаса; два воли, два осли для воза, одного осла на млин».

## Торгівля
Між провінціями імперії була велика торгівля і всі регіони імперії були значною мірою економічно взаємозалежними. Деякі провінції спеціалізувалися на виробництві зернових, включаючи пшеницю, полбу, ячмінь і просо; інші у вині та інші в оливковій олії, залежно від типу ґрунту. Колумелла пише у своїй Res Rustica: «Грунт важкий, крейдяний і вологий не є непридатним для вирощування озимої пшениці та полби. Ячмінь не любить жодної землі, крім тієї, яка є пухкою і сухою.
Грецький географ Страбон вважав долину По (північна Італія) найважливішою в економічному плані, оскільки «всі зернові культури добре розвиваються, але врожай з проса винятковий, оскільки ґрунт так добре зволожений». У провінції Етрурія були важкі ґрунти, придатні для пшениці. Вулканічний ґрунт у Кампанії зробив його добре придатним для виробництва вина. Крім знання різних категорій ґрунту, римляни також цікавилися тим, який тип гною найкраще підходить для ґрунту. Найкращим був пташиний послід, а одним із гірших — коров’ячий. Добрим був і овечий та козячий гній. Ослячий гній був найкращим для негайного використання, тоді як кінський гній не був корисним для зернових культур, але, за словами Марка Терентія Варрона, він був дуже корисним для луків, оскільки «сприяє сильному росту трав’янистих рослин».

## Механізація

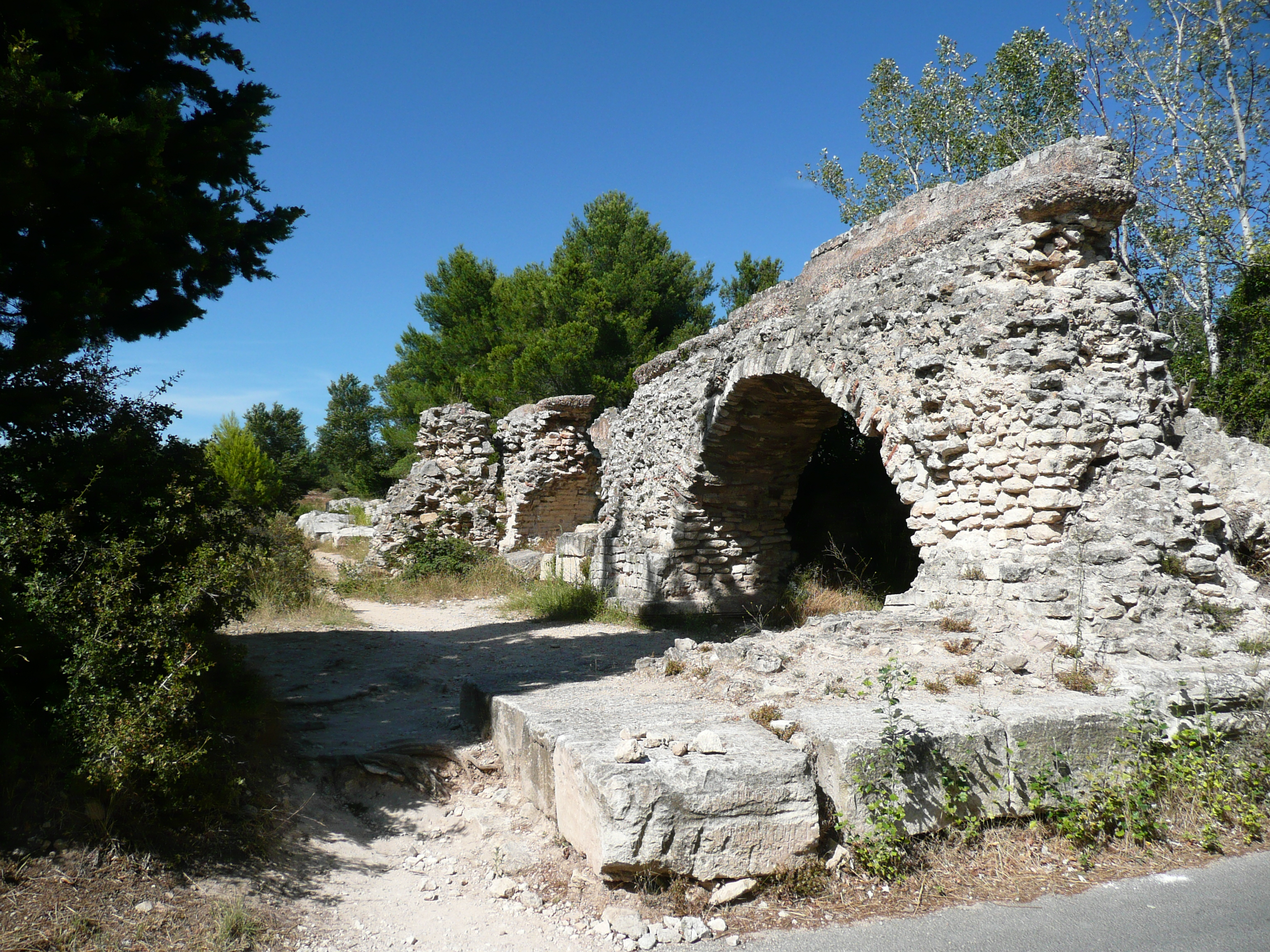
Арльський акведук

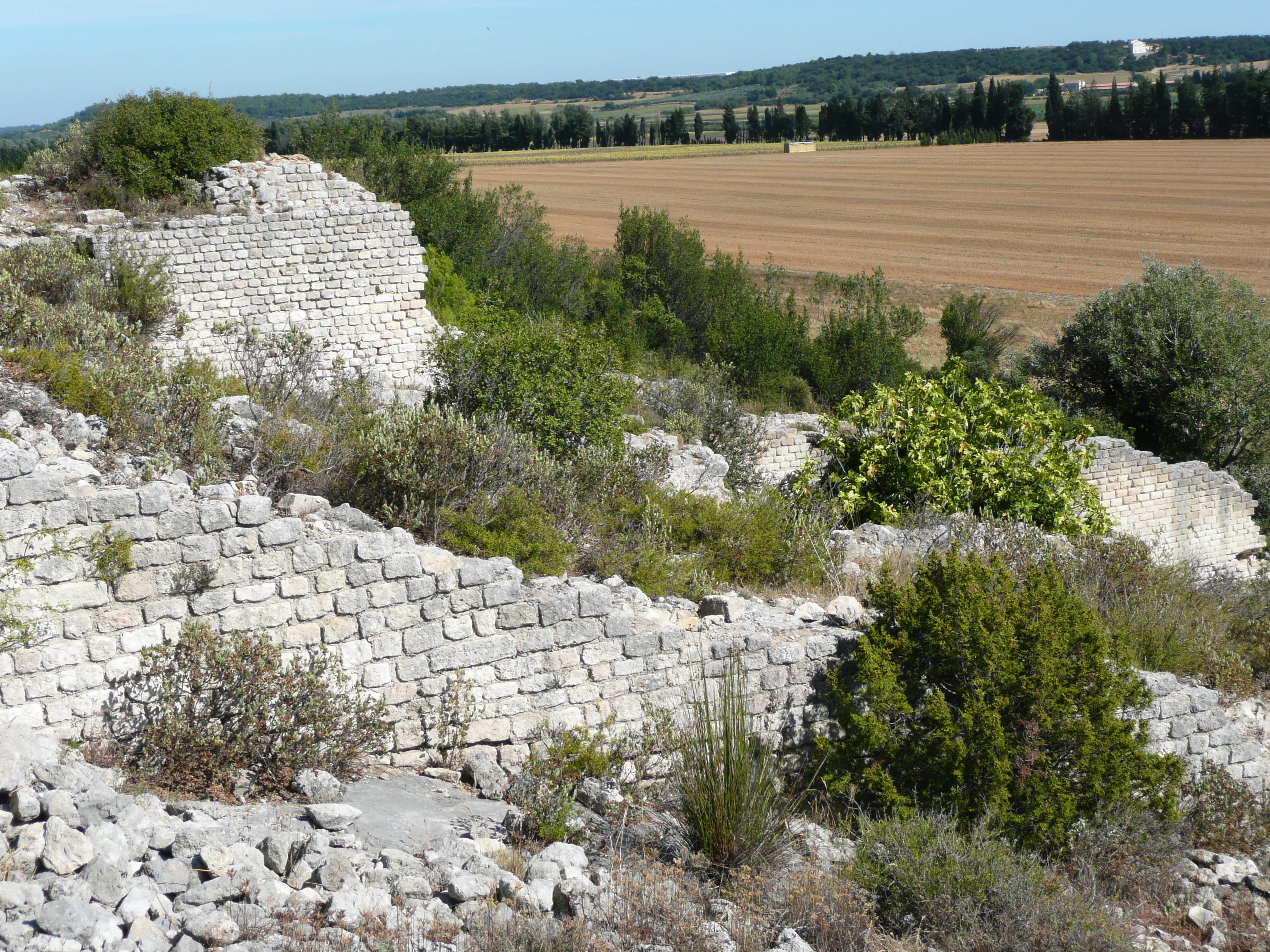
Млини нижче вирубаного каналу

Римляни покращили вирощування сільськогосподарських культур, зрошуючи рослини за допомогою акведуків для транспортування води. Механічні пристрої сприяли сільському господарству та виробництву їжі. Наприклад, у Галлії та Римі рано існували великі набори млинів для подрібнення пшениці на борошно. Найбільш вражаючі збережені останки знаходяться в Барбегалі на півдні Франції, поблизу Арля. Шістнадцять водяних коліс, розташованих у дві колони, подавались від головного акведука до Арля, причому відтік з одного був подачею до наступного нижче в серії. Очевидно, що млини діяли з кінця 1 століття нашої ери приблизно до кінця 3 століття. Потужність млинів оцінюється в 4,5 тонни борошна на добу, що достатньо, щоб забезпечити хлібом 12 500 жителів, які на той час проживали в місті Арелат.

## Придбання ферми

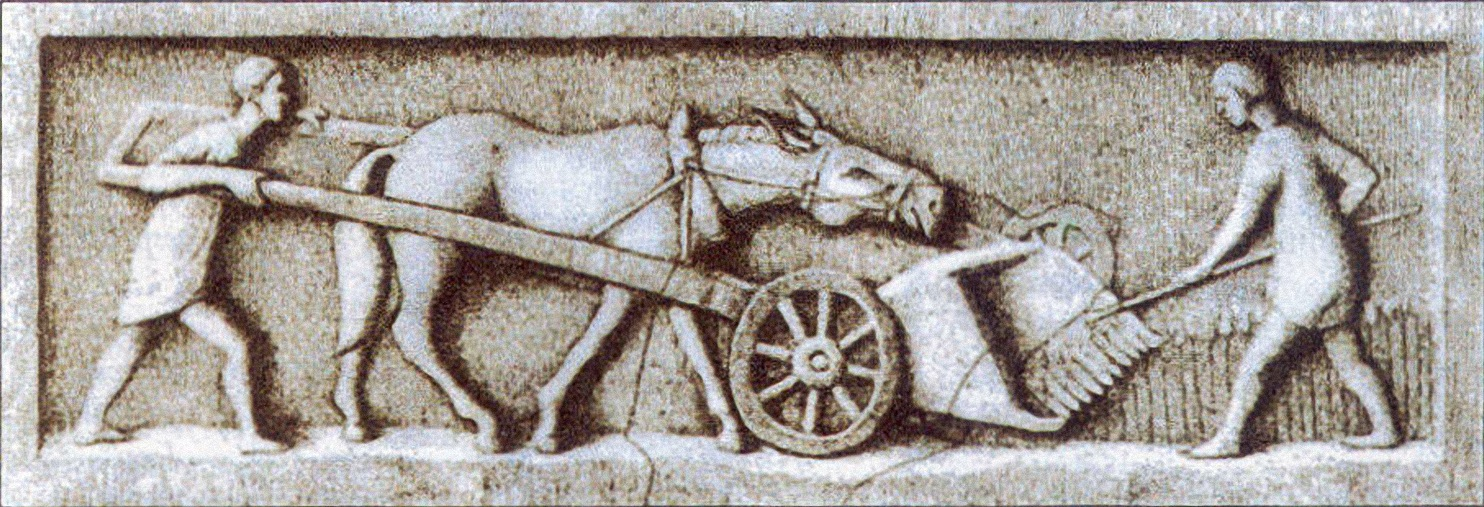
Галло-римська збиральна машина

Аристократи та прості люди могли придбати землю для ферми одним із трьох способів. Найпоширенішим способом отримати землю була купівля землі. Хоча деякі громадяни нижчого класу дійсно володіли невеликими шматочками землі, вони часто вважали, що їх утримання було занадто складним і дорогим. Через багато труднощів володіння землею вони продали її комусь із аристократії, хто мав фінансову підтримку для підтримки ферми. Хоча існували деякі суспільні землі, доступні для користування простою людиною, аристократи також мали тенденцію купувати ці ділянки землі, що викликало велику напругу між двома класами. «Масове виселення бідних багатими лежало в основі політичної напруженості та громадянських воєн останнього століття Римської республіки». Іншим способом придбання землі була винагорода за війну. Високопоставленим солдатам, які поверталися з війни, часто давали невеликі шматочки громадської землі або землі в провінціях як спосіб оплати їхніх послуг. Останнім способом отримати землю було спадкування. Батько міг залишити свою землю родині, як правило, синові, у разі його смерті. Були складені заповіти, в яких вказувалося, хто отримає землю, щоб гарантувати, що інші громадяни не намагалися відібрати землю у родини померлого.

## Аристократія і земля

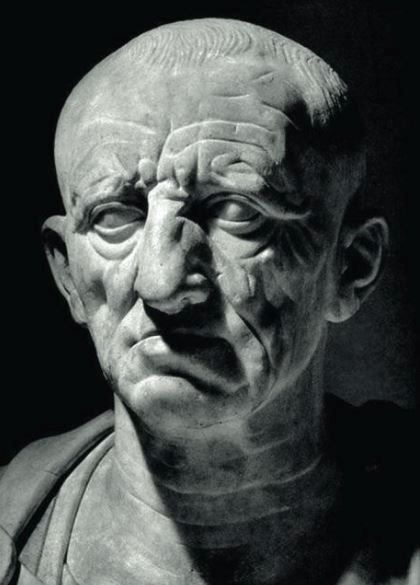
Катон Старший, автор книги про римське землеробство

Хоча деякі невеликі ферми належали громадянам і солдатам нижчого класу, значна частина землі контролювалася знатним класом Риму. Власність на землю була лише однією з багатьох відмінностей, які відрізняли аристократію від нижчих класів. Аристократія «реорганізувала дрібні володіння у більші, більш прибуткові господарства, щоб конкурувати з іншими дворянами». Вважалося предметом гордості володіти не тільки найбільшим шматком землі, а й мати землю, на якій вирощували високоякісні продукти. Як писав Маркус Катон, «коли вони вихваляли гідного чоловіка, їх похвала набула такого вигляду: «Хороший чоловік, хороший фермер»; саме з фермерського класу виходять найсміливіші люди і найвитриваліші солдати». Ферми виробляли б різноманітні культури залежно від сезону та зосередилися на спробах придбати найкращу можливу ферму за найкращих можливих умов. Катон обговорює багато основних напрямків діяльності фермера і те, як відрізнити великий шматок землі. Він зазначає, що хороший фермер повинен витрачати дорогоцінний час на огляд землі, оглядаючи кожну деталь. Землю потрібно було не тільки ідеально придбати, а й сусіди повинні утримувати свої господарства, бо «якщо в районі було добре, їх треба добре утримувати». Особи, які бажають купити ділянку землі, повинні були також враховувати погодні умови місцевості, стан ґрунту та те, наскільки близько ферма буде від міста чи порту. Ретельне планування включало кожну деталь володіння та утримання ферми в римській культурі

## Ведення ферми в Римі
Хоча аристократія володіла більшою частиною землі в Римі, вона часто не була присутня на фермах. Маючи обов’язки сенаторів, генералів і солдатів на війні, багато фактичних землевласників проводили дуже мало часу, працюючи на своїх фермах. Натомість ферми утримувалися рабами, а вільновідпущенники платили за нагляд за цими рабами. Наглядач за господарством мав багато обов’язків, які збігалися з утриманням землі. Він відповідав за те, щоб раби були зайняті, і за вирішення конфліктів між ними. Наглядач повинен був бути надійним і заслуговувати на довіру, оскільки власник землі повинен знати, що людина, яку він найняв для управління фермою, не збирається намагатися вкрасти будь-яку продукцію з ферми. Наглядачі також були відповідальними за те, щоб як слуг, так і рабів належним чином годували та розміщували, а також справедливо й ефективно доручали роботу. Вони повинні були переконатися, що будь-які накази власника землі ретельно виконувались і щоб усі на фермі повністю й шанували богів, що, на думку римлян, було необхідним для забезпечення рясного врожаю.
Більшість робіт виконували слуги та раби. Основним джерелом робочої сили були раби. У римському суспільстві існувало три основні способи отримання раба. Першим і, можливо, найпоширенішим способом здобути раба була покупка його на ринку. Рабів купували на аукціонах і ринках рабів у дилерів або торгували між окремими рабовласниками. Іншим способом придбання рабів було завоювання у війні. Як пояснює у своїх працях Кіт Хопкінс, багато землевласників йшли на війну і повертали полонених. Потім цих полонених забирали назад на римську територію і або продавали іншому громадянину, або змушували працювати на фермі захопленого. Останнім способом отримати раба було через народження: якщо рабиня народила дитину, ця дитина ставала власністю власника раба.
Позашлюбні стосунки з жінками, які не були громадянами, за римським правом не вважалися порушенням закону чи моралі (і від римських дружин очікувалося, що вони будуть терпіти таку поведінку), тому не було жодних юридичних чи моральних перешкод для народження дітей від власника раба чи наглядача.
Раби були відносно дешевими у використанні, оскільки були власністю; поводження з ними залежало від людяності їхніх власників.

## Проблеми для фермерів
Римські фермери стикалися з багатьма проблемами, які історично впливали на фермерів, включаючи непередбачуваність погоди, опадів і шкідників. Фермери також повинні були остерігатися купівлі землі занадто далеко від міста чи порту через війни та земельні конфлікти. Оскільки Рим був величезною імперією, яка завоювала багато земель, він створив ворогів із особами, чия земля була захоплена. Фермери часто втрачали свої господарства через загарбників, які захоплювали їх і намагалися самі керувати ними. Хоча римські солдати часто приходили на допомогу фермерам і намагалися повернути собі землю, ці бої часто призводили до пошкодження або знищення майна. Землевласники також іноді стикалися з проблемами повстання рабів. «На додаток до вторгнень карфагенян і кельтських племен, повстання рабів і громадянські війни, які неодноразово велися на італійській землі, сприяли знищенню традиційних сільськогосподарських господарств.